# Balanophyllia
Balanophyllia är ett släkte av koralldjur. Balanophyllia ingår i familjen Dendrophylliidae.

## Bildgalleri

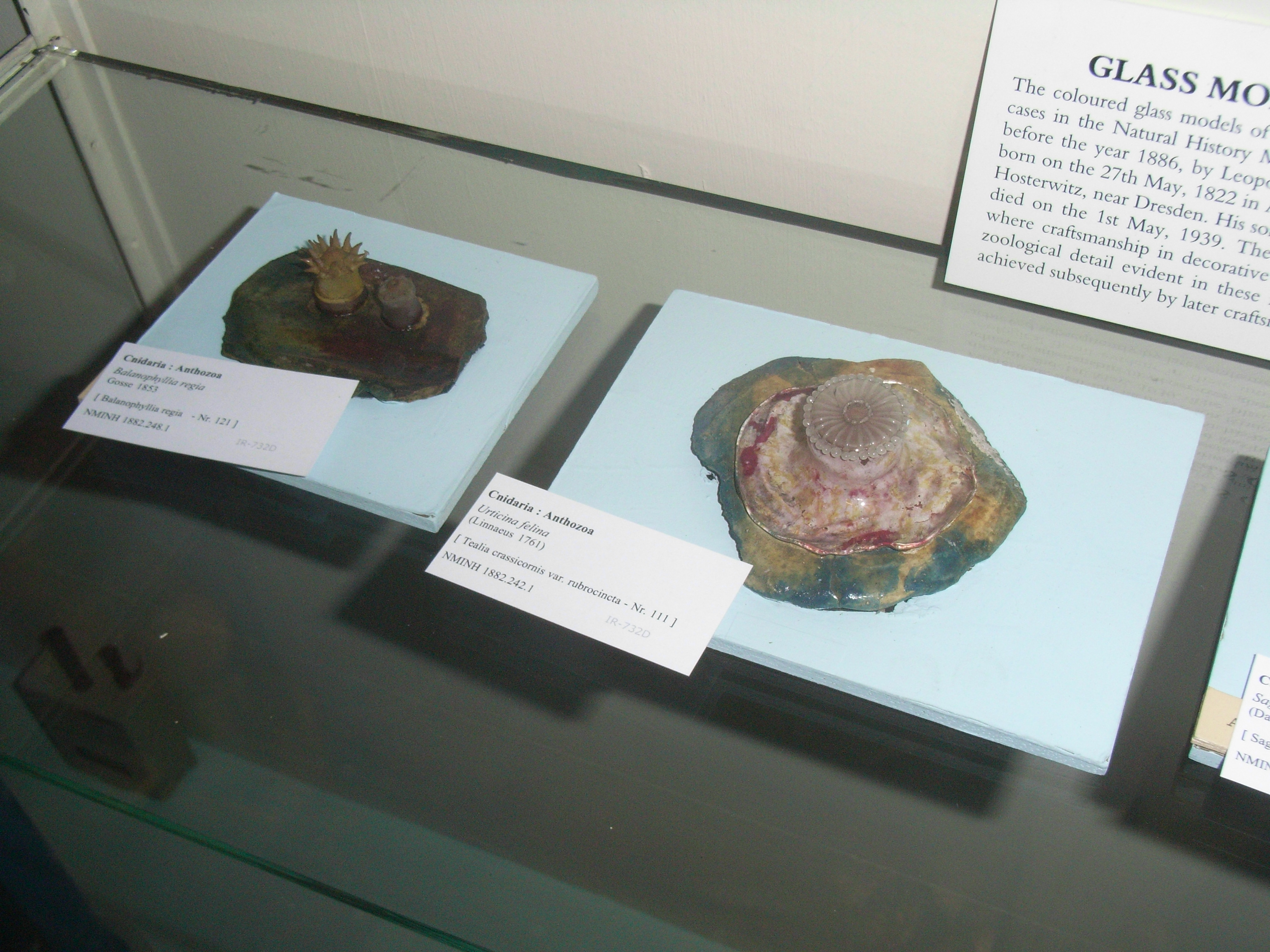
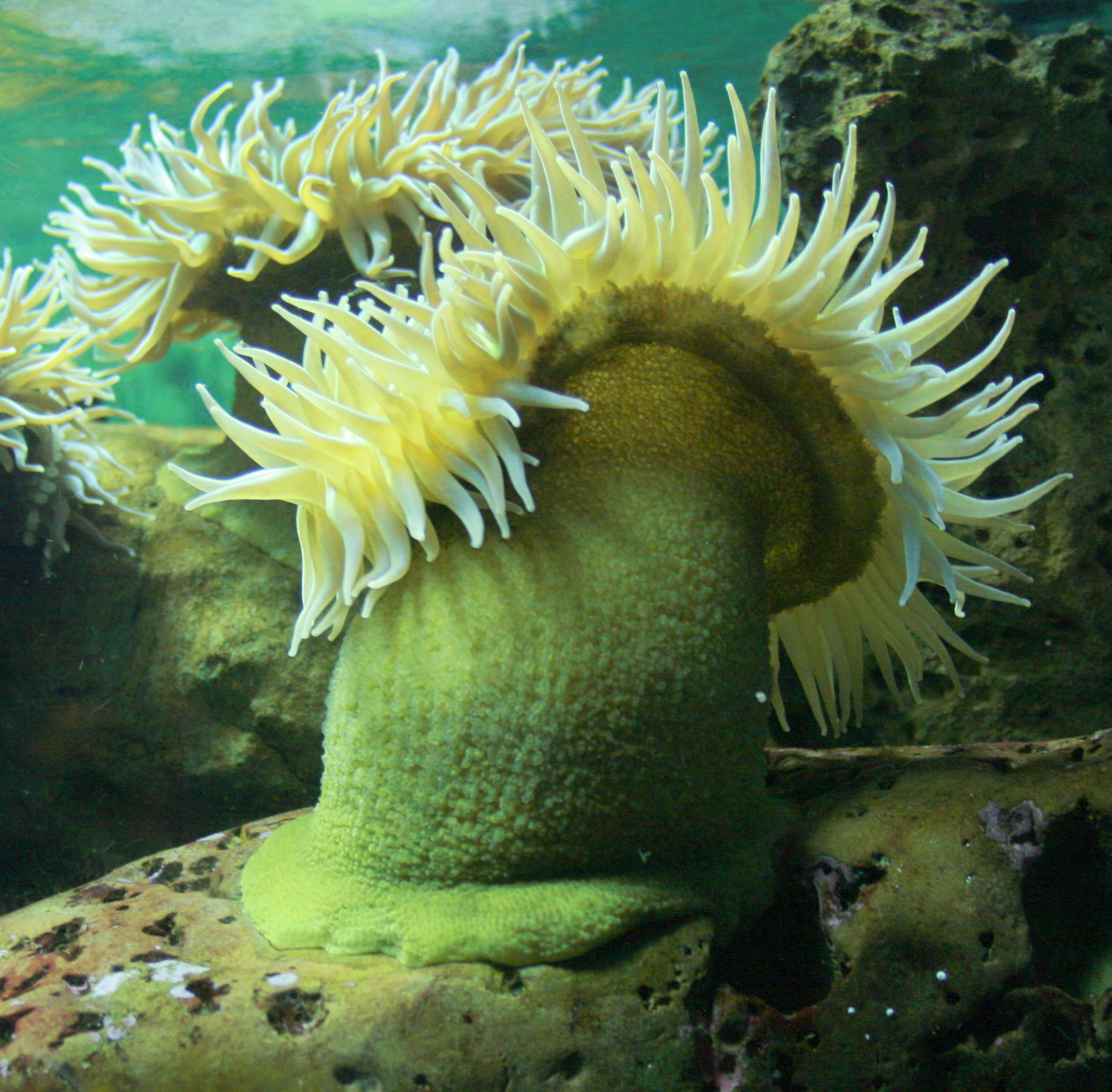
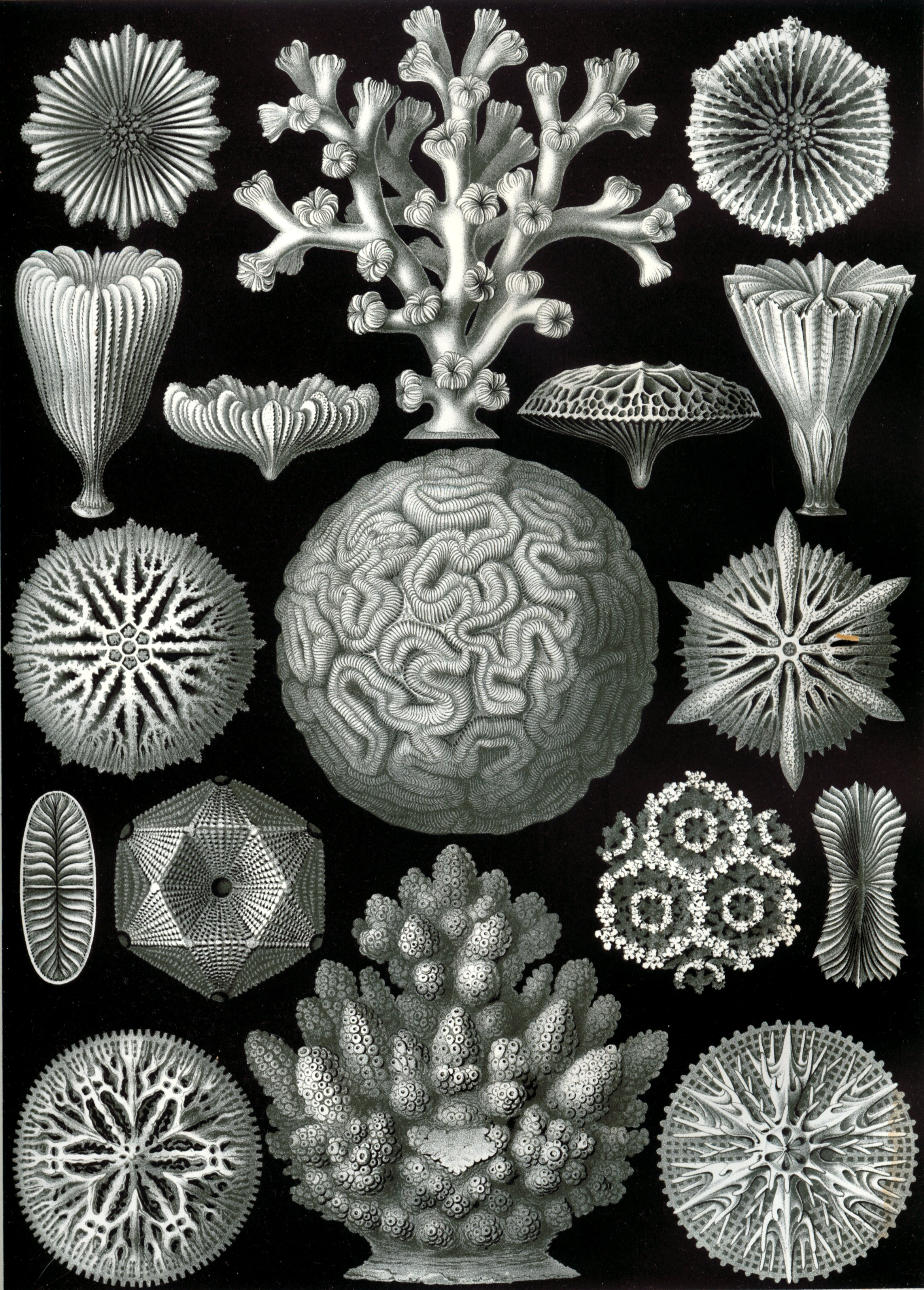
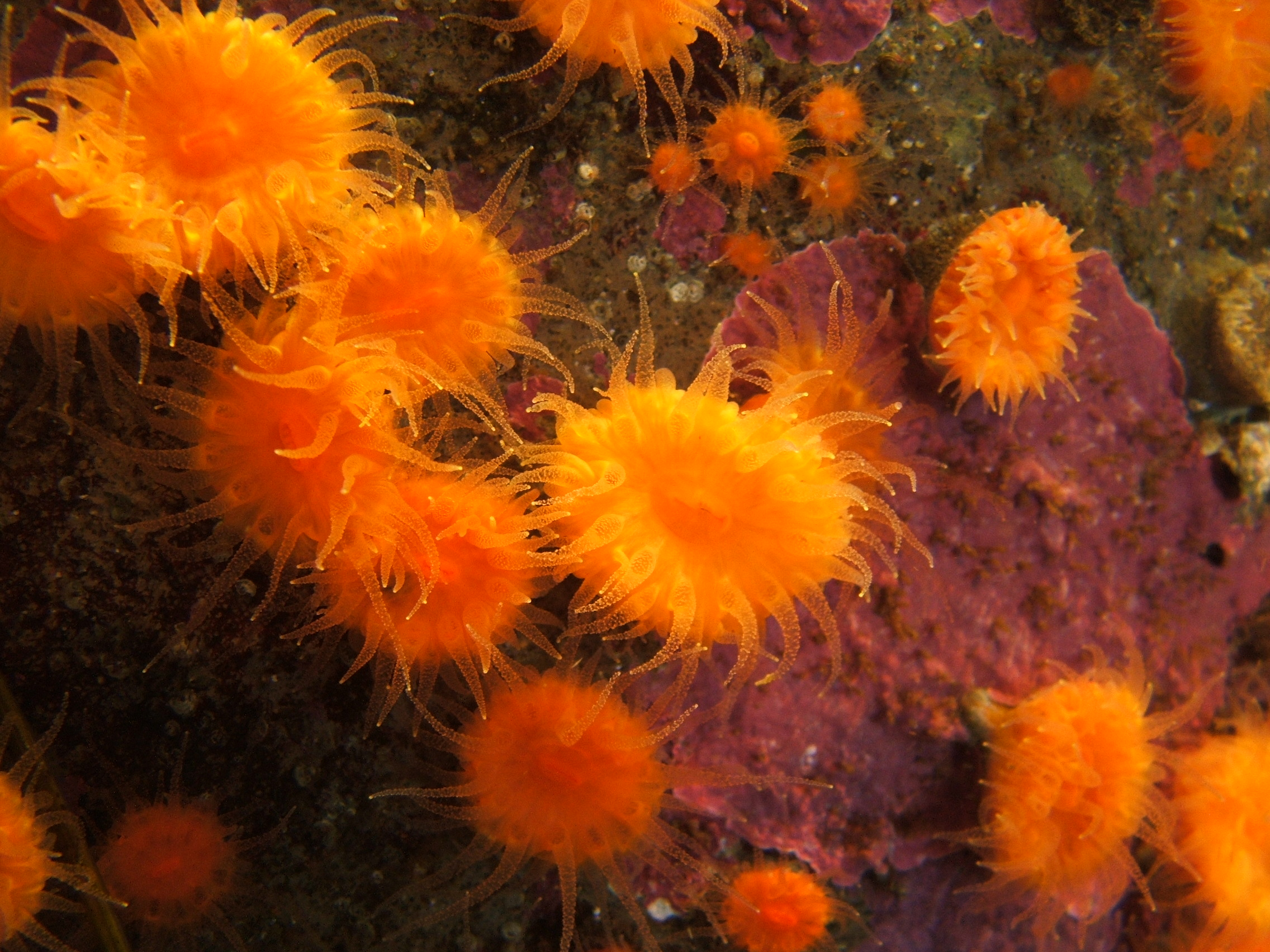
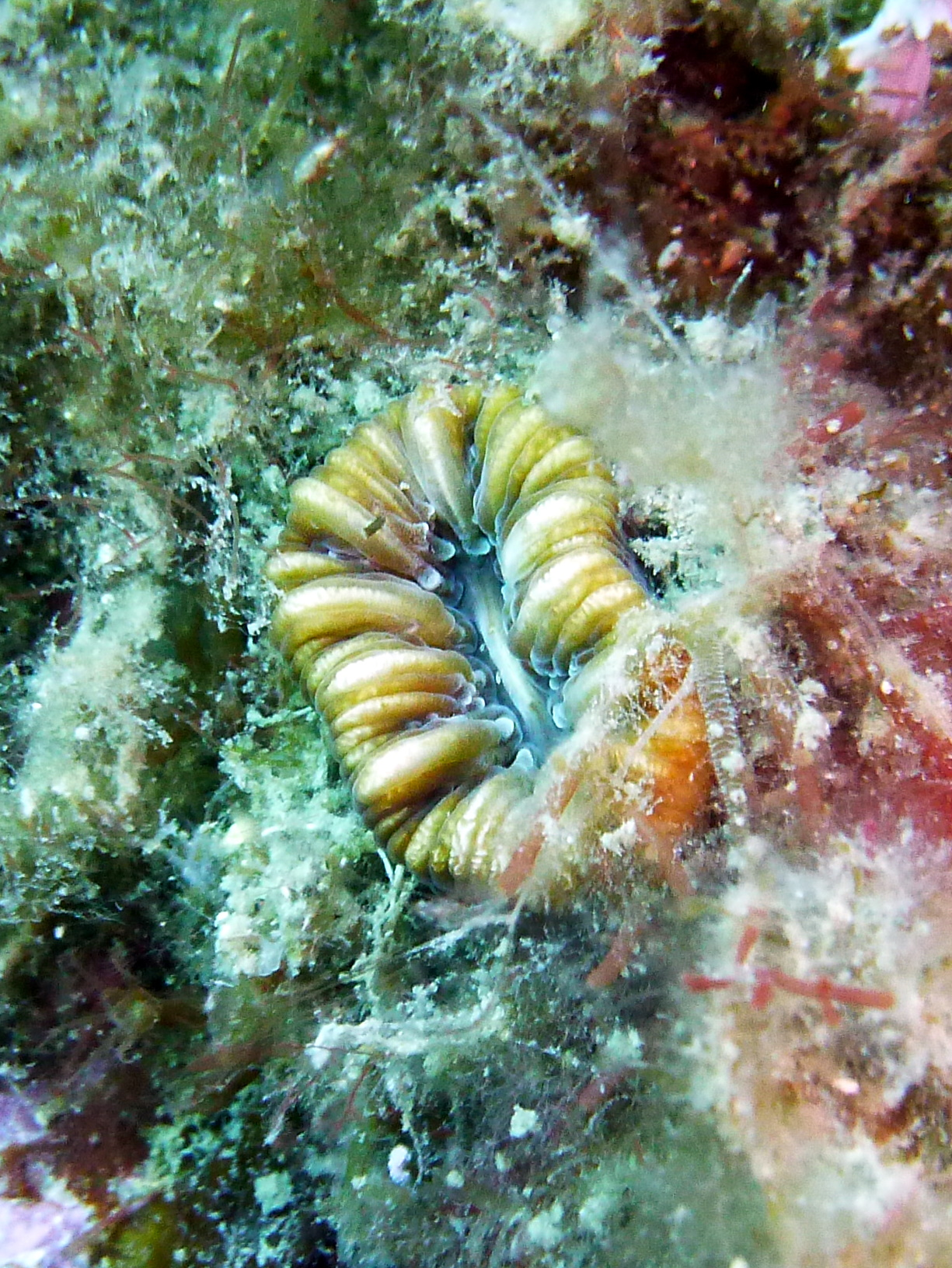

## Dottertaxa tillBalanophyllia, i alfabetisk ordning[1]
- Balanophyllia bairdiana
- Balanophyllia bayeri
- Balanophyllia bonaespei
- Balanophyllia buccina
- Balanophyllia capensis
- Balanophyllia caribbeana
- Balanophyllia carinata
- Balanophyllia cedrosensis
- Balanophyllia cellulosa
- Balanophyllia chnous
- Balanophyllia corniculans
- Balanophyllia cornu
- Balanophyllia crassiseptum
- Balanophyllia crassitheca
- Balanophyllia cumingii
- Balanophyllia cyathoides
- Balanophyllia dentata
- Balanophyllia desmophyllioides
- Balanophyllia diademata
- Balanophyllia diffusa
- Balanophyllia dineta
- Balanophyllia diomedeae
- Balanophyllia dubia
- Balanophyllia elegans
- Balanophyllia elliptica
- Balanophyllia elongata
- Balanophyllia europaea
- Balanophyllia floridana
- Balanophyllia galapagensis
- Balanophyllia gemma
- Balanophyllia gemmifera
- Balanophyllia generatrix
- Balanophyllia gigas
- Balanophyllia hadros
- Balanophyllia imperialis
- Balanophyllia iwayamaensis
- Balanophyllia japonica
- Balanophyllia javaensis
- Balanophyllia laysanensis
- Balanophyllia malouiensis
- Balanophyllia merguiensis
- Balanophyllia palifera
- Balanophyllia parallela
- Balanophyllia parvula
- Balanophyllia pittieri
- Balanophyllia ponderosa
- Balanophyllia profundicella
- Balanophyllia rediviva
- Balanophyllia regalis
- Balanophyllia regia
- Balanophyllia scabra
- Balanophyllia scabrosa
- Balanophyllia serrata
- Balanophyllia spongiosa
- Balanophyllia stimpsonii
- Balanophyllia sumbayaensis
- Balanophyllia taprobanae
- Balanophyllia tenuis
- Balanophyllia teres
- Balanophyllia thalassae
- Balanophyllia ukrainensis
- Balanophyllia vanderhorsti
- Balanophyllia wellsi
- Balanophyllia yongei